# Cowon
Cowon Systems, Inc. — південно-корейська компанія, основними напрямами діяльності якої є виробництво цифрових плеєрів (під маркою iAudio; з 2000 року) і розробка програмного забезпечення (зокрема jetAudio). Заснована в 1995 році.

## Продукти

### MP3-плеєри
- iAUDIO 9+
- Cowon D20
- Cowon X9
- Cowon Z2 Plenue
- Cowon iAUDIO 10
- Cowon C2
- Cowon D3 Plenue
- Cowon X7
- Cowon J3
- iAUDIO E2
- iAUDIO 9
- Cowon D2+
- Cowon S9

### Портативні медіа-плеєри
- Cowon G7
- Cowon T5
- Cowon Q7 Plenue
- Cowon A5 Plenue
- Cowon R7
- Cowon V5S
- Cowon 3D
- Cowon V5W
- Cowon V5
- Cowon O2